# Người chồng vĩnh cửu (phim)
Người chồng vĩnh cửu (tiếng Nga: Вечный муж) là một bộ phim tâm lý dựa theo tiểu thuyết cùng tên của nhà văn Fyodor Dostoyevsky, do Yevgeny Markovsky viết kịch bản và đạo diễn, ra mắt lần đầu năm 1990.

## Diễn viên
- Igor Kostolevsky — Aleksey Velchaninov
- Станислав Любшин — Павел Павлович
- Лидия Федосеева-Шукшина — Захлебинина
- Дмитрий Харатьян — Митенька
- Alyona Yakovleva
- Marina Openkina
- Александр Сластин
- Вадим Любшин
- Ростислав Янковский
- Анатолий Терпицкий
- Виктор Рыбчинский
- Валентин Головко
- Наталья Громушкина
- Наталья Данилова